# Bóng bàn tại Đại hội Thể thao Bán đảo Đông Nam Á 1973
Bóng bàn tại Đại hội Thể thao Bán đảo Đông Nam Á năm 1973 diễn ra từ ngày 2 đến 6 tháng 9 năm 1973 tại National Junior College, Singapore. Có 7 nội dung thi đấu bao gồm đơn nam, đơn nữ, đôi nam, đôi nữ, đôi nam nữ, đồng đội nam và đồng đội nữ. Đoàn chủ nhà Singapore dẫn đầu với 3 tấm huy chương vàng, xếp thứ hai là Malaysia với 2 huy chương vàng.

## Tóm tắt kết quả
| Nội dung     | Vàng                                                         | Bạc                                                                | Đồng                                                                                  |
| ------------ | ------------------------------------------------------------ | ------------------------------------------------------------------ | ------------------------------------------------------------------------------------- |
| Đơn nam      | Peong Tah Seng                                               | Vương Chính Học                                                    | Soong Poh Wah Chuchai S.                                                              |
| Đôi nam      | Singapore · Tan Yong Hong · Chia Choong Boon                 | Việt Nam · Lê Văn Inh · Trần Thanh Dương                           | Việt Nam · Trần Công Minh · Vương Chính Học Malaysia · Peong Tah Seng · Lim Hee Peng  |
| Đơn nữ       | Tan Sok Hong                                                 | Tan Sock Cheng                                                     | Boppha Rattanak Peak Noi Hooy                                                         |
| Đôi nữ       | Singapore · Peck Noi Hwoy · Tan Kek Hiang                    | Thái Lan · Sumalee Jusatayanond · Malika B.                        | Thái Lan · Lavad Wongpansawad · Pakhatip L. Malaysia · Ong Yong Luan · Yap Ai Suan    |
| Đôi nam nữ   | Thái Lan · Preechan S. · Sumalee Jusatayanond                | Cộng hòa Khmer · Tek Hanh Thi · Tan Sock Cheng                     | Singapore · Chia Choong Boon · Tan Kek Hiang Malaysia · Peong Tah Seng · Tan Sok Hong |
| Đồng đội nam | Singapore · Tan Khoon Hong · Tan Kai Kok · Chia Chong Boon   | Malaysia · Soong Poh Wah · Long Ping Sum · Peong Tah Seng          | Việt Nam · Vương Chính Học · Le Van Inh · Trần Thanh Dương                            |
| Đồng đội nữ  | Cộng hòa Khmer · Boppha Rattanak · Tan Soe · Tong Sauv Luyen | Thái Lan · Sumalee Jusatayanond · Lavad Wongpansawad · Pakhatip L. | Singapore · Peck Noi Hwoy · Tan Kek Hiang · Yap Ai Suan                               |

## Bảng huy chương
| Hạng               | Đoàn               | Vàng | Bạc | Đồng | Tổng số |
| ------------------ | ------------------ | ---- | --- | ---- | ------- |
| 1                  | Singapore (SIN)    | 3    | 0   | 2    | 5       |
| 2                  | Malaysia (MAS)     | 2    | 1   | 4    | 7       |
| 3                  | Thái Lan (THA)     | 1    | 2   | 3    | 6       |
| 4                  | Campuchia (KHM)    | 1    | 2   | 1    | 4       |
| 5                  | Việt Nam (VNM)     | 0    | 2   | 2    | 4       |
| Tổng số (5 đơn vị) | Tổng số (5 đơn vị) | 7    | 7   | 12   | 26      |